# Diffeomorfismo di Anosov
In matematica, più particolarmente nel campo dei sistemi dinamici e della topologia, una mappa di Anosov su una varietà {\displaystyle M} è un tipo di mappa, da {\displaystyle M} in sé, avente delle evidenti direzioni locali di "espansione" e "contrazione". I sistemi di Anosov sono casi speciali di sistemi di tipo assioma A.
I diffeomorfismi di Anosov furono introdotti da Dmitri Anosov, che dimostrò che il loro comportamento era, in un particolare senso, "generico" (quando essi esistono).

## Definizioni
Si devono distinguere tre definizioni strettamente correlate:
- Se una mappa differenziabile {\displaystyle f} su {\displaystyle M} ha una struttura iperbolica sul fibrato tangente, allora è chiamata una mappa di Anosov. Esempi di questo tipo sono le mappe di Bernoulli e la mappa del gatto di Arnold.

- Se la mappa è un diffeomorfismo, allora prende il nome di diffeomorfismo di Anosov.

- Se un flusso su una varietà suddivide il fibrato tangente in tre sottofibrati invarianti, di cui uno esponenzialmente contraente, uno esponenzialmente dilatante e un terzo che sia un sottofibrato monodimensionale non dilatante (attraversato dalla direzione del flusso), allora il flusso è detto flusso di Anosov.

Un classico esempio di diffeomorfismo di Anosov è la mappa del gatto di Arnold.

## Proprietà
Anosov dimostrò che il diffeomorfismo di Anosov è strutturamente stabile e forma un insieme aperto di mappe (flusso) con la topologia {\displaystyle C^{1}}.
Non ogni varietà ammette un diffeomorfismo di Anosov; per esempio, non ci sono diffeomorismi di questo tipo sulla sfera. I più semplici esempi di varietà compatte che li ammettono sono i tori: essi ammettono i cosiddetti diffeomorfismi lineari di Anosov che sono isomorfismi che non hanno autovalori di modulo 1. È stato dimostrato che ogni altro diffeomorfismo di Anosov su un toro è topologicamente equivalente a questi ultimi.
Un problema aperto è capire se ogni diffeomorfismo di Anosov sia transitivo. Tutti i diffeomorfismi di Anosov noti, lo sono. Una condizione sufficiente per la transitività è la non ricorrenza: {\displaystyle \Omega (f)=M}.
È noto altresì che ogni diffeomorfismo di Anosov {\displaystyle C^{1}} che conserva il volume è ergodico. Anosov lo ha dimostrato nell'ipotesi {\displaystyle C^{2}}. È vero anche per diffeomorfismi di Anosov {\displaystyle C^{1+\alpha }} che conservano il volume.
Per diffeomorfismi di Anosov {\displaystyle C^{2}} transitivi {\displaystyle f\colon M\to M} esiste un'unica misura SRB (Sinai, Ruelle e Bowen) {\displaystyle \mu _{f}} supportata su {\displaystyle M} tale che il suo bacino {\displaystyle B(\mu _{f})} sia di pieno volume dove
{\displaystyle B(\mu _{f})=\{x\in M:{\frac {1}{n}}\sum _{k=0}^{n-1}\delta _{f^{k}x}\to \mu _{f}\}.}

## Flusso di Anosov su (fibrati tangenti di) superfici di Riemann
Come esempio, questa sezione sviluppa il caso del flusso di Anosov sul fibrato tangente di una superficie di Riemann a curvatura negativa. Questo flusso può essere pensato in termini di flusso sul fibrato tangente in un semispazio di Poincaré della geometria iperbolica. Le superfici di Riemann a curvatura negativa possono essere definite come modelli di Fuchs, cioè come quoziente del semipiano superiore (il sottoinsieme di {\displaystyle C} tale che {\displaystyle \mathrm {Im} (z)>0}) e del gruppo di Fuchs.